# Takeshi Watabe
Takeshi Watabe  (渡部 猛?, Watabe Takashi) (Prefettura di Kōchi, 21 marzo 1936 – 13 dicembre 2010) è stato un doppiatore e attore giapponese.
Principalmente è noto per aver prestato la voce soprattutto a personaggi cattivi, sia di anime che di tokusatsu, come ad esempio Kaminari di Doraemon. Inoltre fu il successore di Shingo Kanemoto, del quale ereditò, dopo la sua morte, i ruoli che stava interpretando. Altri ruoli importanti da lui ricoperti furono l'ispettore Takao Arizuka del franchise Sei in arresto!, Naoyuki Kamikurata in Aquarian Age: Sign for Evolution, il colonnello John Kowen in Mobile Suit Gundam 0083: Stardust Memory, e Yachio Tokugawa in Strawberry Eggs. Fu autore di un manuale sull'arte del doppiaggio, Seiyū Naritai. Morì di pneumonia all'età di 74 anni, dopo una lunga battaglia contro il cancro.